# 한국방송공사의 뉴스 프로그램

KBS 뉴스 로고

한국방송공사(KBS)의 뉴스 프로그램은 다음과 같다.

## KBS 뉴스(TV) 프로그램 편성 기준
- KBS 1TV는 최대 30% 이내 편성하여야 하며, KBS 2TV는 최소 10% 이내 편성하여야 한다.
- 장애인의 수화방송(뉴스)은 KBS 1TV는 8% 이내 편성하여야 하며, KBS 2TV는 2% 이내 편성하여야 한다.

## KBS 뉴스 다시보기
- KBS 검색결과의 전체회차보기 및 KBS장애인서비스 메뉴에서 1TV, 2TV의 다시보기 창의 VOD를 제공되지 않고 있거나 불가로 KBS 뉴스 홈페이지의 뉴스 프로그램에서만 다시보기 가능하게 되어 있다.
- 뉴스 프로그램들과 달리 KBS (1TV, 2TV)의 방송 시간 내내 화면 왼쪽 혹은 오른쪽 상단의 인터넷 다시보기의 KBS1, KBS2 로고를 띄운다.
- KBS 검색결과의 전체회차보기 및 KBS장애인서비스 메뉴의 1TV, 2TV의 다시보기 창의 VOD를 제공되지 않고 있음
- 뉴스 프로그램들과 달리 KBS (1TV, 2TV)의 방송 시간 내내 화면 왼쪽 혹은 오른쪽 상단의 인터넷 다시보기의 1TV, 2TV 2개의 채널 중 단 1TV - KBS1 LIVE, 2TV - KBS2 LIVE는 표시된다.
- KBS (1TV, 2TV) 편성표, KBS 장애인서비스 편성표 참조의 뉴스 프로그램 명칭의 하단 주소 표시가 나오지 않고 있다.
- KBS (1TV, 2TV) 각 채널의 뉴스 스튜디오 장소의 수화방송은 KBS 1TV 제2 스튜디오가 아닌 별도 장소의 회색 바탕의 모양으로 진행한다.
- KBS (1TV, 2TV) 각 채널의 뉴스 프로그램에서 뉴스 대본의 OP/ED 멘트에 나오지 않고 본문 대본 나와 있다.(KBS 뉴스 9 - 1987년 이후 ~ 2005년까지,) 그외 뉴스 프로그램은 없음
- KBS 뉴스를 다시 볼때 옛날에는 과거 전체보기가 가능했지만 지금은 전체보기가 불가능하고 일일이 소식들 뉴스를 들어가야한다는 불편함이 생겼다 (KBS 뉴스 9 제외) 뉴스광장, 뉴스 5, 930 뉴스 등이 대표적인 예다.

## KBS 뉴스 로고
- KBS 편성표 및 검색결과의 1TV, 2TV를 제외한 나머지 KBS 뉴스 프로그램의 타이틀 사진의 2014년 12월 31일까지 이전 외 <2015년 KBS 대개편> 시행으로 2015년 1월 1일부터 변경되지 않고 있다.
- KBS 뉴스 프로그램 로고의 1TV 《KBS 뉴스특보》의 2019년 1월 1일부터 로고가 변경되었다.
- 인터넷 및 KBS 뉴스 다시보기의 OP의 동영상에 나와 있지만 편성표의 로고 사진의 변경되지 않고 있어 차이가 있다.

## 방송 프로그램
선거, 재난, 북한의 미사일 발사 등의 경우에는 특별 편성 프로그램을 구성하여 방송한다. 그 외에도 중대한 사건이나 사고가 발생했을 경우, 특집 방송을 편성하여 송출한다.

### KBS 1TV
- KBS 1TV의 모든 뉴스 프로그램들은 방송화면의 하단 왼쪽에 타이틀버그를 표시하고 있다.
- KBS 뉴스광장, KBS 뉴스 12, KBS 뉴스 9는 1TV 메인 스튜디오에서 진행을 하고 있고, KBS 뉴스 930, KBS 뉴스 2, 사사건건, KBS 스포츠 9, KBS 뉴스라인 W, KBS 뉴스 (주말), KBS 뉴스 (2400), KBS 뉴스특보는 1TV 제2 스튜디오에서 진행을 하고 있으며, KBS 뉴스 5, KBS 뉴스 7는 1TV 메인 스튜디오에서 진행을 하고 있다.

| 프로그램명      | 방송 분량                  | 방송 시간 | 앵커 | 수어 통역 |
| --------------- | -------------------------- | --- | --- | --------- |
| KBS 뉴스광장    | 월요일 ~ 토요일 1시간 50분 | 월요일 ~ 토요일 아침 6시 ~ 7시 50분                                                                                                   | 평일 : 김나나, 임지웅 토요일 : 김진현, 정은혜                                                              | 지원      |
| KBS 뉴스 930    | 평일 30분                  | 평일 오전 9시 30분 ~ 10시 - 편성시간 : KBS 월드뉴스 - 평일 오전 9시 50분 ~ 9시 55분                                                   | 국혜정 | 지원      |
| KBS 뉴스 12     | 평일 1시간                 | 평일 낮 12시 ~ 오후 1시 | 메인 : 류호성, 장수연 서브 : 노희지                                                                        | 지원      |
| KBS 뉴스 2      | 평일 10분                  | 평일 오후 2시 ~ 2시 10분 | 백정원 | 지원      |
| 사사건건        | 평일 1시간                 | 평일 오후 4시 ~ 5시 | 김용준 | 미지원    |
| KBS 뉴스 5      | 평일 30분                  | 평일 오후 5시 ~ 5시 30분 | 김지윤, 이광엽                                                                                             | 지원      |
| KBS 뉴스 7      | 평일 40분                  | 평일 저녁 7시 ~ 7시 40분 | 김희수, 허유원                                                                                             | 지원      |
| KBS 뉴스 9      | 평일 1시간 주말 30분       | 평일 밤 9시 ~ 10시 주말 밤 9시 ~ 9시 30분 - 편성시간 : KBS 스포츠 9 - 평일 밤 9시 45분 ~ 10시, 주말 밤 9시 25분 ~ 9시 30분            | 평일 : 최문종, 박지원 주말 : 이윤희 평일 KBS 스포츠 9 : 이윤정 주말 KBS 스포츠 9 : 김종현                  | 지원      |
| KBS 뉴스라인 W  | 평일 40분                  | 월요일 밤 10시 55분 ~ 11시 35분 화요일 ~ 금요일 밤 10시 50분 ~ 11시 30분                                                              | 김현경 | 지원      |
| KBS 뉴스 (주말) | 주말 10분                  | 토요일 오전 9시 30분 ~ 9시 40분 주말 낮 12시 ~ 12시 10분 주말 오후 5시 ~ 5시 10분 주말 저녁 7시 ~ 7시 10분 일요일 아침 7시 ~ 7시 10분 | 토요일 아침, 낮 : 한상권 토요일 저녁 : 이규봉 일요일 아침 : 오태훈 일요일 낮 : 김홍성 일요일 저녁 : 김기만 | 지원      |
| KBS 뉴스 (2400) | 주말 10분                  | 토요일 밤 11시 45분 ~ 11시 55분 일요일 밤 11시 50분 ~ 12시                                                                            | 이창진 | 지원      |
| KBS 뉴스특보    | 특집편성                   | 특집뉴스편성 | 오언종, 심인보                                                                                             | 지원      |

#### 지역 뉴스 편성
KBS 뉴스광장, KBS 뉴스 930, KBS 뉴스 7, KBS 뉴스 9에서 방영된다.

#### 공휴일 일부 뉴스 편성 제외
사사건건은 공휴일에는 편성되지 않고, KBS 뉴스 12, KBS 뉴스 5는 10분 동안 KBS 뉴스로 대체 편성되며, KBS 뉴스 7, KBS 뉴스라인 W는 20분 동안 축소 편성된다.

### KBS 2TV
- KBS 2TV의 모든 뉴스 프로그램들은 방송화면의 하단 왼쪽이나 상단 오른쪽에 타이틀버그를 표시하고 있다.
- KBS 아침뉴스타임, KBS 월드 24는 1TV 메인 스튜디오에서 진행을 하고 있고, KBS 3시 뉴스타임, 경제콘서트는 1TV 제1 스튜디오, KBS 재난방송센터는 재난 미디어 스튜디오에서 진행을 하고 있다.

| 프로그램명          | 방송 분량            | 방송 시간                                | 앵커   | 수어 통역 |
| ------------------- | -------------------- | ---------------------------------------- | ------ | --------- |
| KBS 아침뉴스타임    | 평일 20분            | 평일 오전 10시 10분 ~ 10시 30분          | 정지원 | 지원      |
| KBS 뉴스타임 (1500) | 평일 15분            | 평일 오후 3시 ~ 3시 15분                 | 이슬기 | 지원      |
| KBS 월드 24         | 월요일 ~ 목요일 30분 | 월요일 ~ 목요일 오후 3시 15분 ~ 3시 45분 | 이예원 | 지원      |
| 경제콘서트          | 월요일 ~ 목요일 35분 | 월요일 ~ 목요일 저녁 6시 ~ 6시 35분      | 김영민 | 미지원    |
| KBS 재난방송센터    | 일요일 10분          | 일요일 아침 6시 45분 ~ 6시 55분          | 김세현 | 미지원    |

#### 공휴일 일부 뉴스 편성 제외
KBS 아침뉴스타임, KBS 3시 뉴스타임, KBS 월드 24, 경제콘서트는 공휴일에는 편성되지 않는다.

### KBS 월드
| 프로그램명          | 방송 분량 | 방송 시간                | 앵커   | 수어 통역 |
| ------------------- | --------- | ------------------------ | ------ | --------- |
| KBS 월드 뉴스투데이 | 평일 20분 | 평일 오후 4시 40분 ~ 5시 | 최규연 | 미지원    |

### KBS 아메리카
| 프로그램명        | 방송 분량 | 방송 시간                | 앵커   | 수어 통역 |
| ----------------- | --------- | ------------------------ | ------ | --------- |
| KBS 아메리카 뉴스 | 평일 20분 | 평일 저녁 8시 ~ 8시 20분 | 이우수 | 미지원    |

### KBS 제1라디오
정시 뉴스는 매일 새벽 5시부터 밤 12시까지, 매일 아침 9시부터 밤 12시까지, 매일 아침 8시부터 밤 12시까지 방송되며 분량은 5분이다. 라디오 정보센터 뉴스는 매일 아침 9시 40분부터 저녁 7시까지 프로그램 중간에 쿼터뉴스 형식으로, 분량은 1~2분이다. 뉴스 9 수중계 후에는 저녁 9시 28분에 방송된다.
| 프로그램명                 | 방송 분량                       | 방송 시간                                                                    | 앵커                                          |
| -------------------------- | ------------------------------- | ---------------------------------------------------------------------------- | --------------------------------------------- |
| KBS 뉴스광장 (1TV 수중계)  | 월요일 ~ 토요일 15분            | 월요일 ~ 토요일 아침 6시 ~ 6시 15분                                          | 평일 : 김나나, 임지웅 토요일 : 김진현, 정은혜 |
| 뉴스와 화제                | 평일 20분                       | 평일 아침 7시 ~ 7시 20분                                                     | 소현정                                        |
| KBS 제1라디오 정오종합뉴스 | 평일 20분 주말 10분 공휴일 15분 | 평일 낮 12시 ~ 12시 20분 주말 낮 12시 ~ 12시 10분 공휴일 낮 12시 ~ 12시 15분 | 평일 : 이규봉 주말, 공휴일 : 장웅             |
| 뉴스 중계탑                | 평일 20분                       | 평일 오후 2시 ~ 2시 20분                                                     | 김혜송                                        |
| KBS 제1라디오 저녁종합뉴스 | 평일 20분 명절연휴 15분         | 평일 저녁 7시 ~ 7시 20분 명절연휴 저녁 7시 ~ 7시 15분                        | 배창복, 이예원                                |
| KBS 뉴스 9 (1TV 수중계)    | 평일 30분 주말 20분             | 평일 밤 9시 ~ 9시 30분 주말 밤 9시 ~ 9시 20분                                | 평일 : 최문종, 박지원 주말 : 이윤희           |

### KBS 제3라디오
정시 뉴스는 매일 오전 10시, 낮 12시, 오후 2시에 방송되며 분량은 5분이다.
| 프로그램명              | 방송 분량           | 방송 시간                                     | 앵커                                |
| ----------------------- | ------------------- | --------------------------------------------- | ----------------------------------- |
| KBS 뉴스 9 (1TV 수중계) | 평일 30분 주말 20분 | 평일 밤 9시 ~ 9시 30분 주말 밤 9시 ~ 9시 20분 | 평일 : 최문종, 박지원 주말 : 이윤희 |

### KBS 한민족방송
정시 뉴스는 매일 오후 1시, 4시, 오후 6시, 저녁 8시에 방송되며 분량은 5분이다. 단, 밤 12시 뉴스는 KBS 제1라디오에서 수중계된다.
| 프로그램명              | 방송 분량           | 방송 시간                                     | 앵커                                |
| ----------------------- | ------------------- | --------------------------------------------- | ----------------------------------- |
| KBS 뉴스 9 (1TV 수중계) | 평일 30분 주말 20분 | 평일 밤 9시 ~ 9시 30분 주말 밤 9시 ~ 9시 20분 | 평일 : 최문종, 박지원 주말 : 이윤희 |

### KBS 제2FM/ 지역총국KBS 제2라디오
라디오 정보센터 뉴스는 평일 저녁 6시 30분에 방송되며 분량은 1분이다.

## 로고

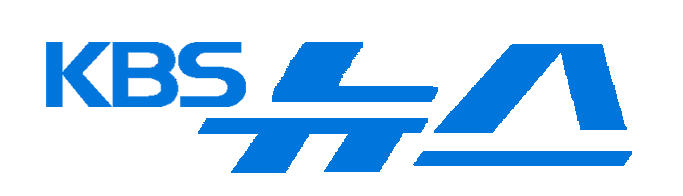
1993년 ~ 1998년
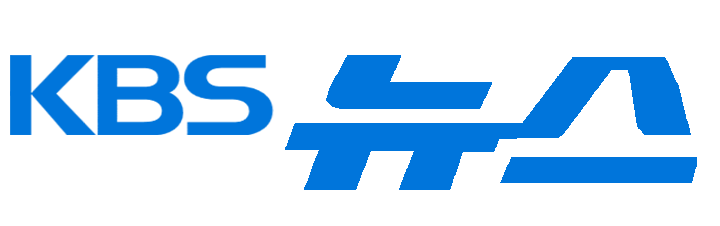
1999년 ~ 2010년
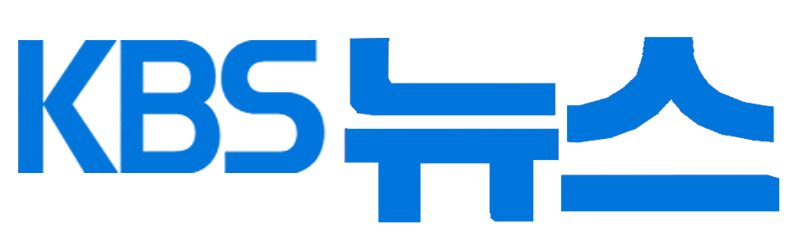
2010년 ~ 2018년
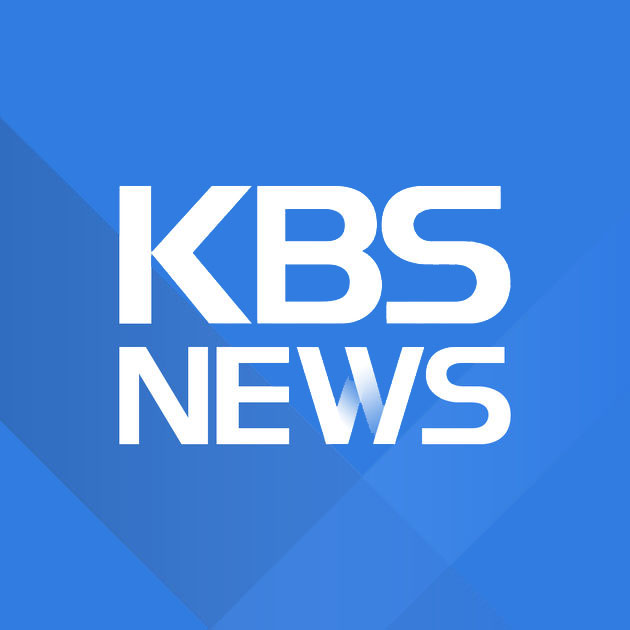
2019년 1월 1일 ~ 2023년 3월 2일
2023년 3월 3일 ~ 현재

## 같이 보기
지상파
- 문화방송의 뉴스 프로그램
- SBS의 뉴스 프로그램
- 한국교육방송공사의 뉴스 프로그램
- OBS경인TV의 뉴스 프로그램

종편채널
- JTBC의 뉴스 프로그램
- 매일방송의 뉴스 프로그램
- 채널A의 뉴스 프로그램
- TV조선의 뉴스 프로그램